# Entosthodon krausei
Entosthodon krausei là một loài Rêu trong họ Funariaceae. Loài này được Besch. mô tả khoa học đầu tiên năm 1894.